# Chiesa di Santa Caterina (Danzica)
La Chiesa di Santa Caterina (in polacco Kościół św. Katarzyny) è la più antica chiesa della città di Danzica, in Polonia.  Ospita anche il primo orologio astronomico del mondo, realizzato da Hans Düringer tra il 1464 e il 1470. 

## Storia
Fu una chiesa protestante dal 1545 fino al 1945, dopo di che divenne una chiesa cattolica romana.
L'edificio della chiesa, che fu distrutto durante la seconda guerra mondiale nel 1945, fu ricostruito esattamente come era in origine. Dopo il completamento del tetto della chiesa tra il 1966 e il 1967, le funzioni religiose furono riprese.
La torre è stata ricostruita negli anni '80 e, in tale circostanza, è stato installato un nuovo carillon nel 1989.
Il 22 maggio 2006, un incendio divampato nel tetto della chiesa ne ha danneggiato la struttura, facendo cadere parti sul soffitto della navata. L'interno della chiesa e la maggior parte degli oggetti storici sono stati risparmiati. Il campanile della chiesa non era considerato in pericolo di crollo. Nel 2016, la ricostruzione della chiesa è stata completata.

## Galleria d'immagini

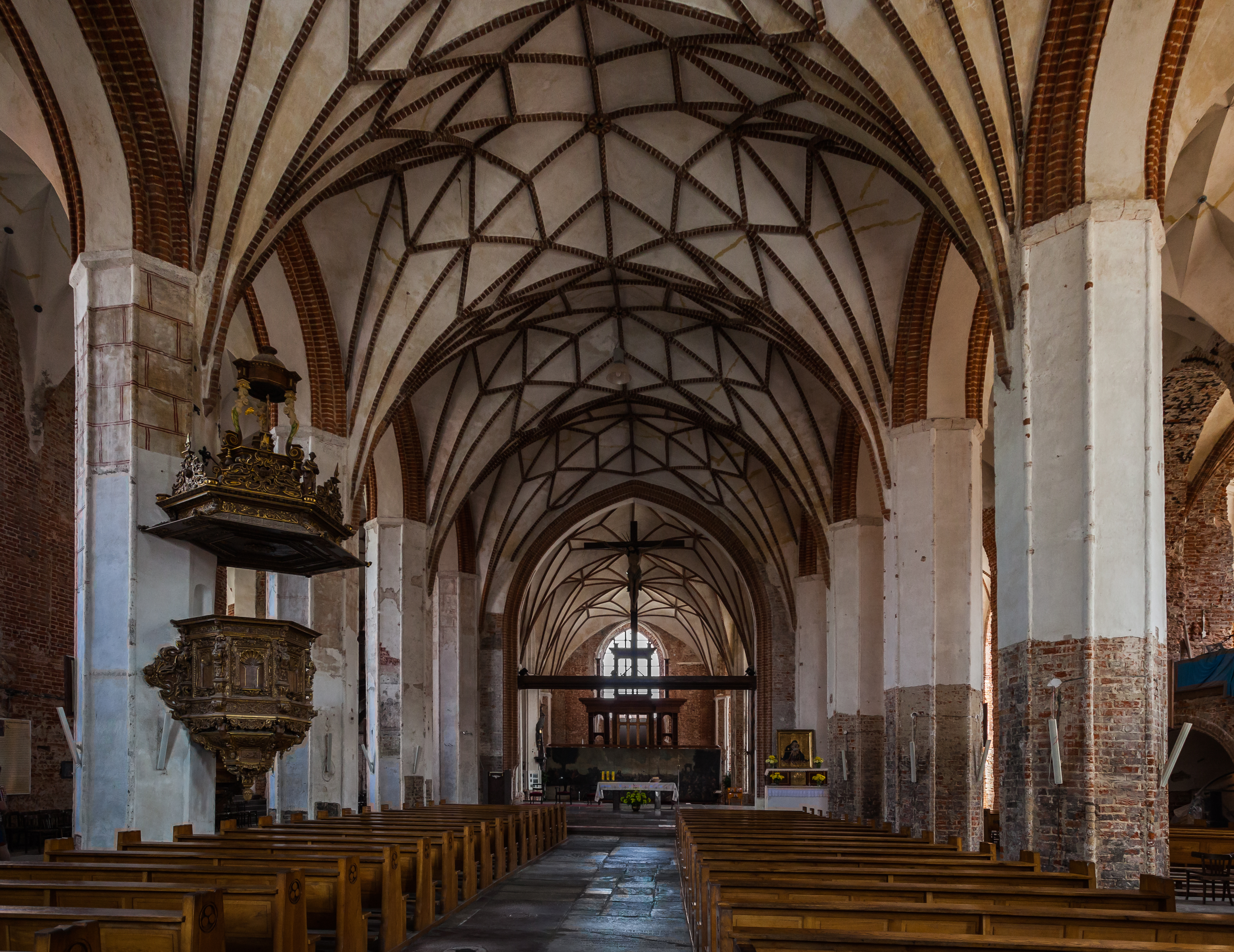
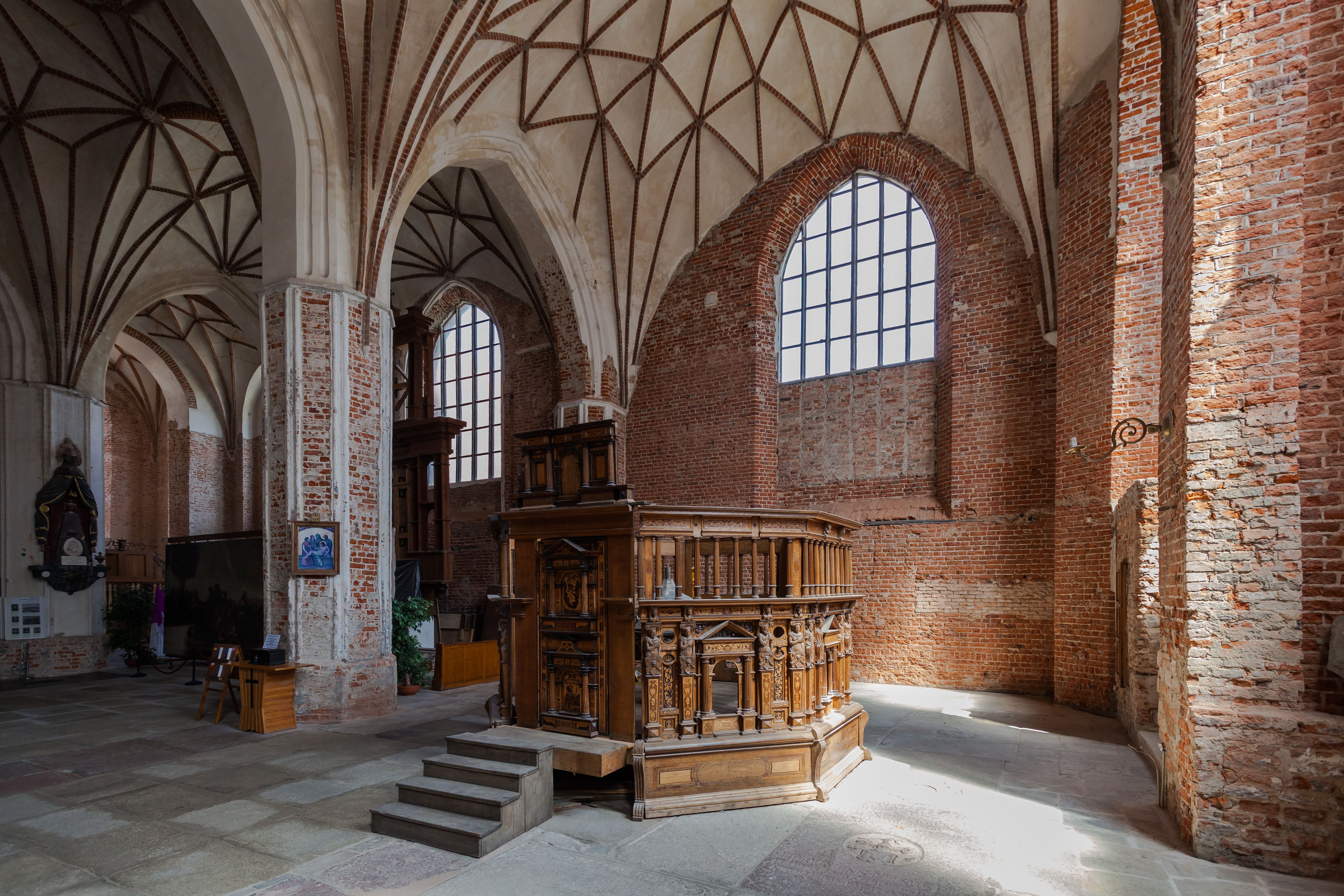
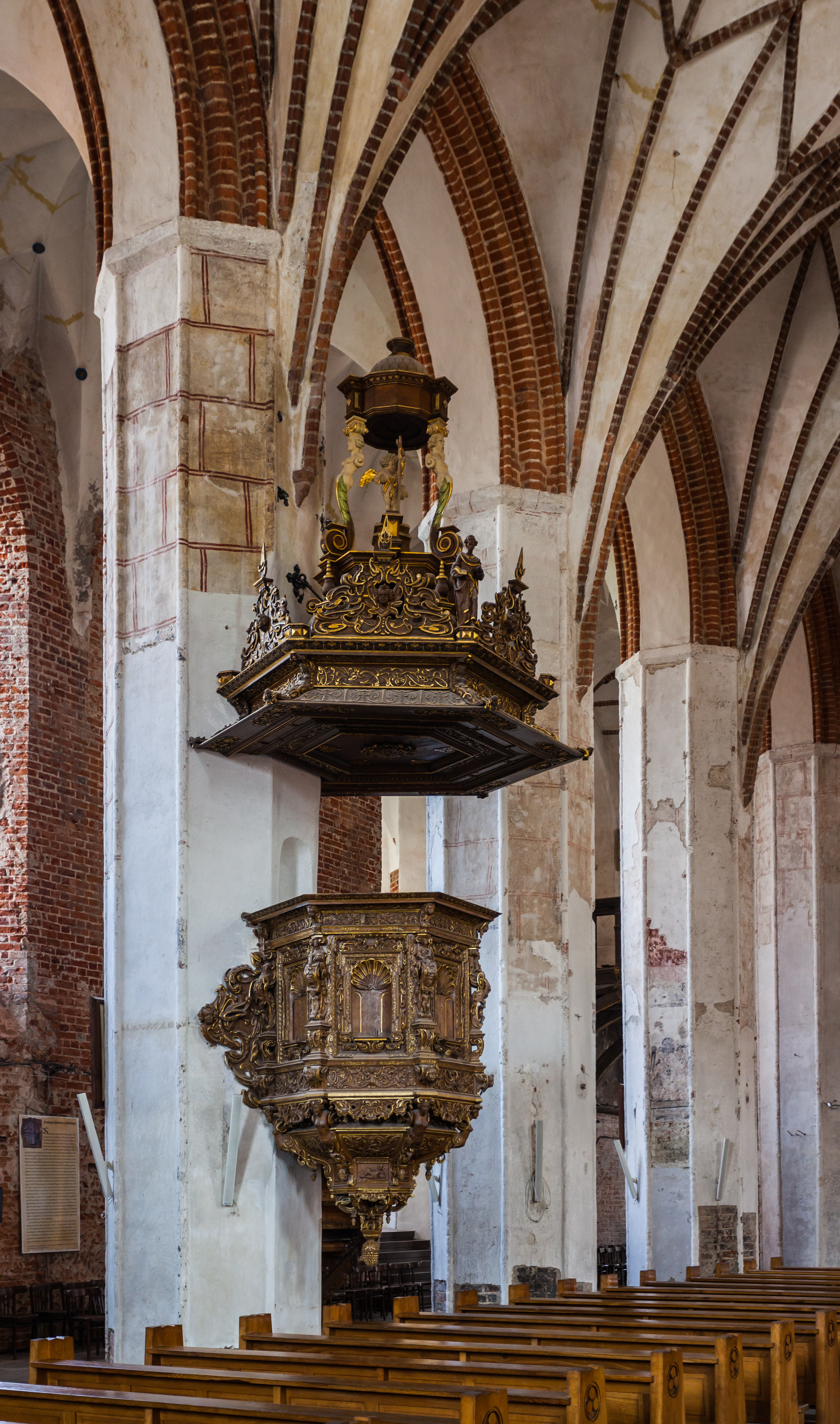
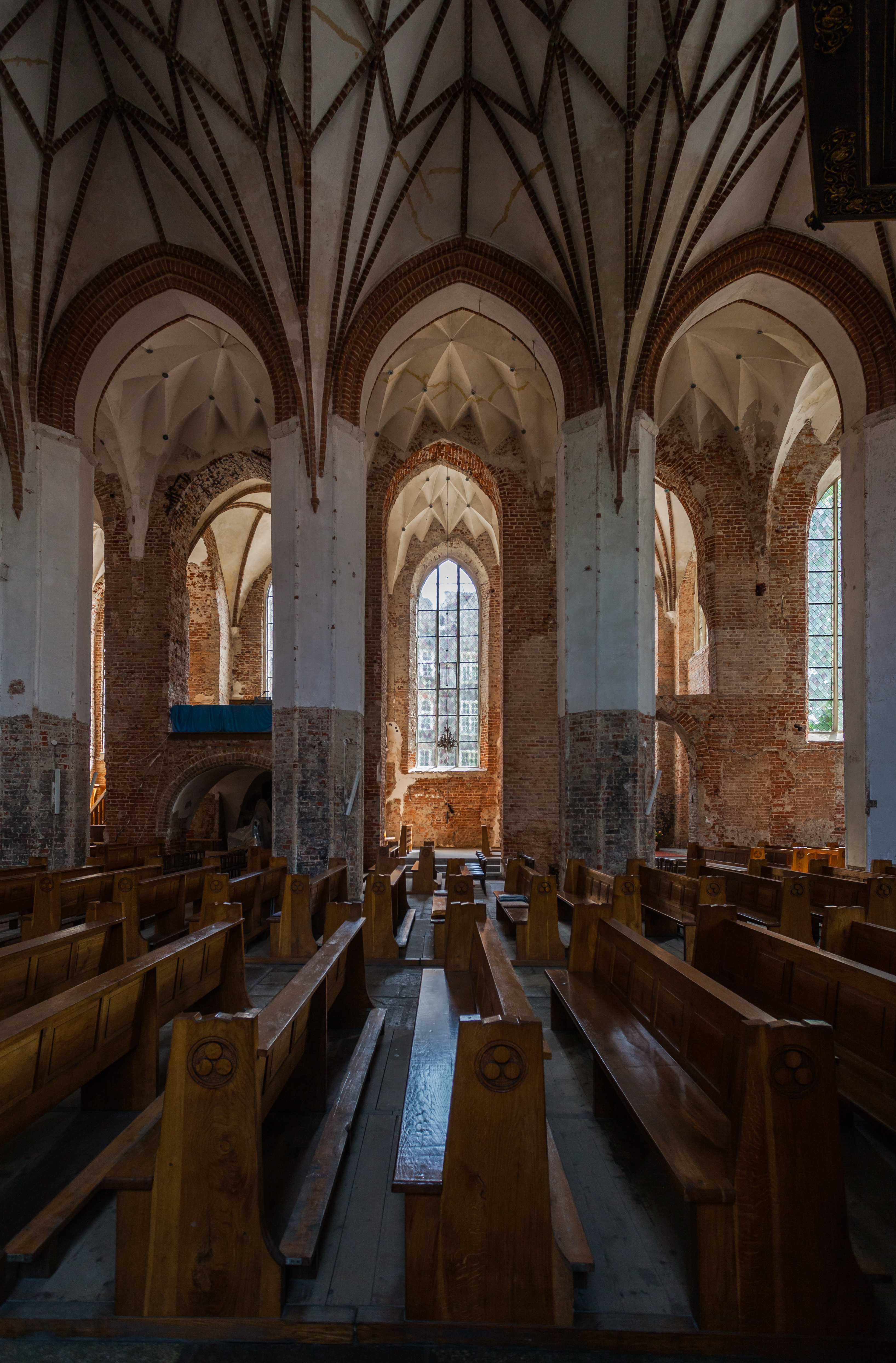
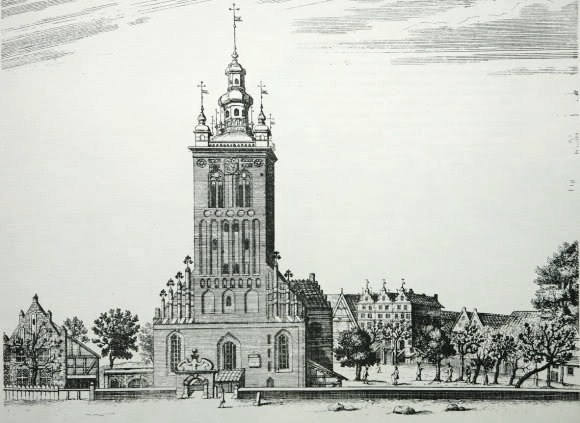
La chiesa intorno al 1770